# Pedicellocyathus keyesi
Pedicellocyathus keyesi is een rifkoralensoort uit de familie van de Stenocyathidae. De wetenschappelijke naam van de soort is voor het eerst geldig gepubliceerd in 1995 door Cairns.